# Myrmecaelurus grammaticus
Myrmecaelurus grammaticus är en insektsart som beskrevs av Navás 1912. Myrmecaelurus grammaticus ingår i släktet Myrmecaelurus och familjen myrlejonsländor. Inga underarter finns listade i Catalogue of Life.